# 撤退

アドルフ・ノーザン 1851年画
『ナポレオンのモスクワからの退却』
（1812年）

撤退（てったい　retirement and/or withdrawal）とは、戦略においてある部隊が敵地における作戦地域から部隊を後方へ移動すること。戦術論における後退行動とは異なる概念である。

## 語源
withdrawal
もとは、銀行からお金を引き出すという意味の、1640年代のwithdrawment、14世紀のwithdraught が語源である。
ラテン語
abscedere(abs(離れて) ＋cedere（行く）)から撤退の意味となる。

## 戦争上における撤退
日本語ではダブルスピークとして転進と言い換えられたこともある。
もし敵が攻勢に出ている場合、もしくは作戦地域の治安が極度に悪化している場合、全軍撤退の最終段階において、作戦地域に残っている部隊は戦闘力の低減が避けられないために一時的に危険な状況に置かれる。
撤退はその地域を保持できなくなったためという負の意味合いが強く、軍事的、政治的に勝利を収め、その地域を保持する必要性がなくなって部隊が引き上げる場合は撤収ということが多い。ただし両者は同義である。
- 例：米軍は1973年、ベトナムより撤退した。
- 例：米軍は対ソ戦略拠点としての意味を失ったアイスランドから撤収した。
- 例：2021年9月、アメリカ軍はイラクでの戦闘任務を終了した。撤退（撤収）はせず、引き続きイラクでの訓練・支援・助言に当たる。

一部の新聞社等では、特に自衛隊において撤兵という表現をすることもあるが、これは定義された用語ではない。
退き口（のきくち）
戦国時代では、退き口と呼ばれる。
- 金ヶ崎の戦いで織田信長は金ヶ崎の退き口（かねがさきののきくち）という撤退戦を行った。
- 関ヶ原の戦いで島津の退き口が有名であり、小部隊が死兵となり敵を命と引き換えに何度も足止めを行う捨て奸（座禅陣）の計を行った。

### 戦略的撤退（Tactical withdrawal）
撤退はするが、敵に多くの出血を強いるための撤退であり、ブービートラップを仕掛け、砲撃地点へ誘導し、焦土作戦などを行った。

### 偽装退却（Feigned retreat）
古今東西で使用されている戦術であり、撤退に見せかけて実際には戦闘に有利な状況に持ち込むための機動である。
- 11世紀のイングランド王ウィリアム征服王がヘイスティングズの戦いにて行った。
- 紀元前6世紀ごろの中国・春秋時代に孫武が著した兵法書『孫子』第七編に偽装退却について記されている。
- モンゴル軍の騎馬兵が行ったパルティアンショットという逃げながら弓を射かける戦法なども偽装退却の一種である。

### 敗走（Rout）
戦いに負け、逃げる状態を敗走という。さらに、部隊の秩序（指揮系統）が失われ、混乱状態の個々人で逃げる状態を潰走（かいそう）、英語では routed、broken、fled the field などの表現が見られる。秩序を持って計画的に退却を行う場合は、retiring from the fieldや、withdrawal という表現が使用される。

## 企業における撤退
複数の事業を展開したり複数の地域で事業をする企業が、不採算などを理由に特定の事業や地域から携わることをやめる場合を「撤退」と呼ぶことがある。事業や地域からの撤退には主に2つある。
1. 当該事業組織を他の企業へ売却する（事業売却による撤退）
2. 当該事業そのものを清算する（清算による撤退）

特に製造事業の撤退の場合は、製造物責任法（日本）などの法律により、過去の製造物に対してメンテナンスや消耗品販売、不備が発生した際や使用済みの製品回収などの責任を一定期間負わなければならないことが社会的に求められる。事業売却による撤退の場合、こういったメンテナンスに関するサービスごと他者に売却することが多い。一方、清算による撤退の場合、撤退後も自社でメンテナンス部門をおいておく必要がある。
同様に保険事業に代表される将来のサービスを契約する事業の場合も、既存契約の継承先をどこにするか決定する必要がある。
交通機関において複数社による共同運行を行っている（いた）路線では、過去に運行を行い現在は撤退した事業者も、予約・発券業務や運行支援等は引き続き関わる場合も多い。商品やサービスに限らず、スポーツ界でも選手の獲得、企業やチームの継続参戦、大会の招致を断念する意味でも用いられる。